# Yunclillos
Yunclillos község Spanyolországban, Toledo tartományban. Yunclillos Recas, Villaluenga de la Sagra, Cabañas de la Sagra, Olías del Rey és Bargas községekkel határos. Lakosainak száma 816 fő (2024).

## Népesség
A település népessége az utóbbi években az alábbiak szerint változott:
| Lakosok száma | 606  | 691  | 749  | 794  | 856  | 866  | 830  | 809  | 806  | 816  |
|               | 2001 | 2004 | 2007 | 2009 | 2012 | 2014 | 2017 | 2019 | 2022 | 2024 |